# Kratki izlet (roman Ratka Cvetnića)
Kratki izlet, roman hrvatskog književnika Ratka Cvetnića.
Cvetniće se ovim romanom pojavio na književnoj pozornici. Roman čine autobiografski zapisi o Domovinskom ratu. Pisac opisuje razdoblje od kolovoza 1992. do rujna 1993. godine, u vidu anegdota s bojišta, stvari viđenih i načutih, razmišljanja o ratnoj Hrvatskoj, te tako gradi pitak, humorističan, ironijski opis ratne svakodnevice. 
Objavljen isprva u tjedniku, i prije no što će izići kao knjiga (1997.), roman je postao književna senzacija. To je visokoliterarizirani memoarski zapis urbanog intelektualca, lišen patetike i prijetvornog domoljublja, u kojem se pretapaju dnevnički krokiji, često nanizani po tragično-komičnom principu. Cvetnić je za Kratki izlet dobio Nagradu Gjalski te je ubrzo bio preveden na više jezika.
Roman je postao uspješnica, preveden je na više stranih jezika, na poljski ga je prevela Łucja Danielewska u knjizi Krotka wycieczka: zapisy wojenne z lat 1992 - 1993, izdanoj 2000. godine, preveden je na slovenski i njemački iste 2000. godine, 2009. je doživio drugo hrvatsko izdanje. Kratki izlet stoji uz bok memoara Alenke Mirković (Glasom protiv topova) kao najbolja hrvatska ratna proza.
Slovenski prijevod nosi naslov Kratek izlet: zapisi iz domovinske vojne, a objavila ga je Goga, Novo mesto, 2000. godine. Njemački prijevod nosi naslov Ein kurzer Ausflug: Aufzeichnungen aus dem Krieg in Kroatien, a objavila ga je Verlagsbuchhandlung Ulrike Šulek, Köln, 2000. godine.